# Montallegro
Montallegro – miejscowość i gmina we Włoszech, w regionie Sycylia, w prowincji Agrigento.
Według danych na styczeń 2010 gminę zamieszkiwały 2543 osoby przy gęstości zaludnienia 93 os./1 km².

## Bibliografia

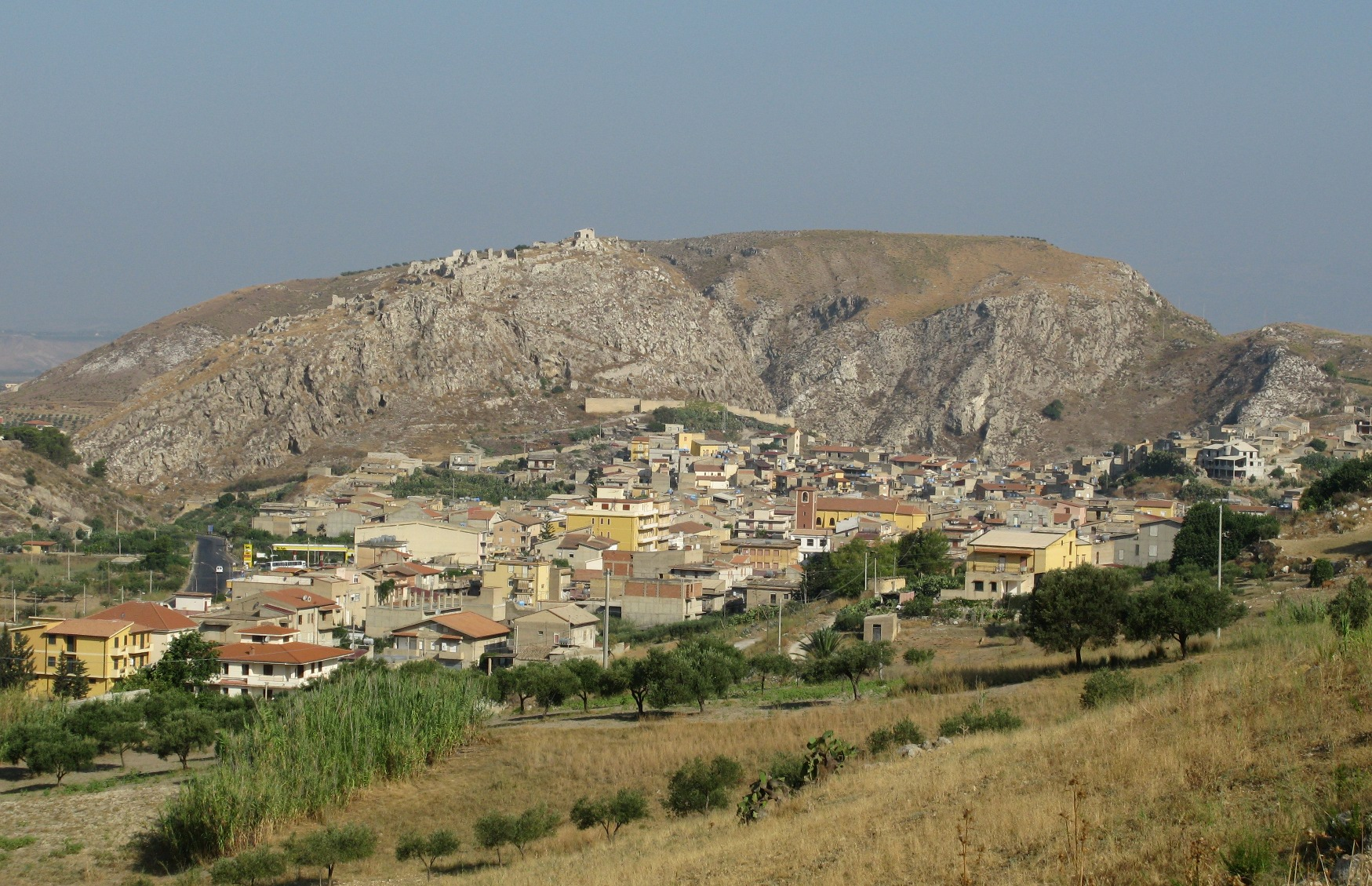
Montallegro